# Farol das Lajes
O Farol da Ponta das Lajes localiza-se na Ponta das Lajes, nas Lajes das Flores, na Ilha das Flores, nos Açores, em Portugal.
- Nº nacional: 877.
- Nº internacional: D-2704.

Trata-se de uma torre prismática quadrangular branca com dezesseis metros de altura e edifício anexo.